# Девід Кушнер
Девід Кушнер (англ. David Kushner) — американський співак та автор пісень. Виріс у передмісті Чикаго, переїхав до Лос-Анджелеса та почав писати музику. Пісня Кушнера «Miserable Man» (2022) стала вірусною в TikTok та посіла 11 місце в чартах у Норвегії, 19 місце в Ірландії, а також потрапила до топ-40 в Австралії, Новій Зеландії та Великій Британії. Його пісня «Daylight» вийшла 14 квітня 2023 року.

## Біографія
Девід Кушнер виріс у передмісті Чикаго. Зрозумівши, що вміє співати після закінчення 12-го класу, він почав писати пісні разом зі своїм другом. Кушнер грав на гітарі та викладав музику. Згодом він працював з викладачем з вокалу. У січні 2022 року Кушнер випустив сингл «Miserable Man», який став вірусним у TikTok. Пісня посіла 11 позицію в чартах Норвегії та 19 позицію в Ірландії, а також потрапила до топ-40 в Австралії, Новій Зеландії та Великій Британії. Менні Петстон з Happy прокоментував: «Він дійсно, дуже дбає про музику. Це ви можете зрозуміти з його хвилювання […] Я впевнений, що юнацька енергія, магнетизм і благословенна ДНК Кушнера призведуть до натовту фанатів».
Пісян «Mr. Unforgettable» написана з точки зору пацієнта з хворобою Альцгеймера, також привернув увагу в TikTok. Кушнер накопичив 556 мільйонів прослуховувань протягом року після того, як почав випускати свою музику, та здійснив тур разом з Lauv.
14 квітня 2023 року він випустив сингл «Daylight». Кушнер створив тренд TikTok під назвою «Ти виглядаєш щасливішим; що сталося», щоб супроводжувати його випуск. Це тенденція набула поширення. Її мета полягала, щоб люди публікували свої фотографії, на яких вони усміхнені й виглядали задоволеними, а потім спрямовували камеру на свого партнера, щоб вказати, що вони є причиною цього. Він прокоментував свій успіх у TikTok: «TikTok зіграв найбільшу роль у моїй музичній кар'єрі. Це почалося як весела річ. Я точно не планував продавати свою музику […але після несподіваного успіху] я знав, що TikTok стане потужним інструментом для спілкування з новими людьми».

## Особисте життя
Кушнер релігійна людина і на зміст його музики впливає саме його віра. Він сказав: «Моя віра в Бога була основою мого життя. Хоча іноді все може стати складним, якщо я буду абсолютно відвертим, я зрозумів, що це нормально. […] Я насправді не піддаюся будь-якій перевірці. Я приймаю свою віру і пишу музику, яка буде говорити з людьми». Він зустрічається з Ніколь Мітчелл, з якою він опублікував TikTok для реклами «Daylight».

## Дискографія
| Назва              | Деталі ЕП                                                                            | Пікові позиції на діаграмі | Пікові позиції на діаграмі | Пікові позиції на діаграмі |
| Назва              | Деталі ЕП                                                                            | БЕЛ (FL)                   | LTU                        | SWI                        |
| ------------------ | ------------------------------------------------------------------------------------ | -------------------------- | -------------------------- | -------------------------- |
| Footprints I Found | - Випущено: 16 вересня 2022 р. - Формати: цифрове завантаження, потокове передавання | 114                        | 68                         | 93                         |

### Сингли
| Назва                                                                               | Рік  | Пікові позиції на діаграмі | Пікові позиції на діаграмі | Пікові позиції на діаграмі | Пікові позиції на діаграмі | Пікові позиції на діаграмі | Пікові позиції на діаграмі | Пікові позиції на діаграмі | Пікові позиції на діаграмі | Пікові позиції на діаграмі | Пікові позиції на діаграмі | Альбом             |
| Назва                                                                               | Рік  | НАС                        | AUS                        | CAN                        | IRL                        | НЛД                        | НІ                         | Нова Зеландія              | SWI                        | Велика Британія            | WW                         | Альбом             |
| ----------------------------------------------------------------------------------- | ---- | -------------------------- | -------------------------- | -------------------------- | -------------------------- | -------------------------- | -------------------------- | -------------------------- | -------------------------- | -------------------------- | -------------------------- | ------------------ |
| "Thank You"                                                                         | 2021 |                            |                            |                            |                            |                            |                            |                            |                            |                            |                            | Thank You          |
| «Miserable Man»                                                                     | 2022 | —                          | 36                         | 68                         | 19                         | 57                         | 31                         | 11                         | 46                         | 39                         | 149                        | Footprints I Found |
| «Mr. Forgettable»                                                                   | 2022 | —                          | —                          | —                          | 43                         | —                          | —                          | —                          | —                          | 73                         | —                          | Footprints I Found |
| «Burn»                                                                              | 2022 | —                          | —                          | —                          | —                          | —                          | —                          | —                          | —                          | —                          | —                          | Footprints I Found |
| «Elk Grove»                                                                         | 2023 | —                          | —                          | —                          | —                          | —                          | —                          | —                          | —                          | —                          | —                          | В очікуванні       |
| «Daylight»                                                                          | 2023 | 48                         | 6                          | 6                          | 2                          | 1                          | 2                          | 5                          | 2                          | 3                          | 12                         | В очікуванні       |
| «—» позначає пісню, яка не потрапила в чарти або не була випущена на цій території. |      |                            |                            |                            |                            |                            |                            |                            |                            |                            |                            |                    |